# Het Platform (gebouw)
Het Platform is een gebouw in de Nederlandse stad Utrecht vlak naast  Centraal Station. Het telt 12 verdiepingen en biedt ruimte aan 201 huurappartementen, een fitnesscentrum, een restaurant en een openbaar dakterras. Het gebouw is boven op het tramstation Utrecht CS Centrumzijde gebouwd en past met zijn verscheidenheid aan functies binnen het concept MicroCity, een stad-binnen-een-stad.

## Bouw
Het platform werd gebouwd op de locatie die tot voor de grootschalige verbouwing van het Utrechtse stationsgebied Busstation Utrecht Centraal Centrumzijde was (in de jaren '70 opgeleverd als het streekbusstation). 

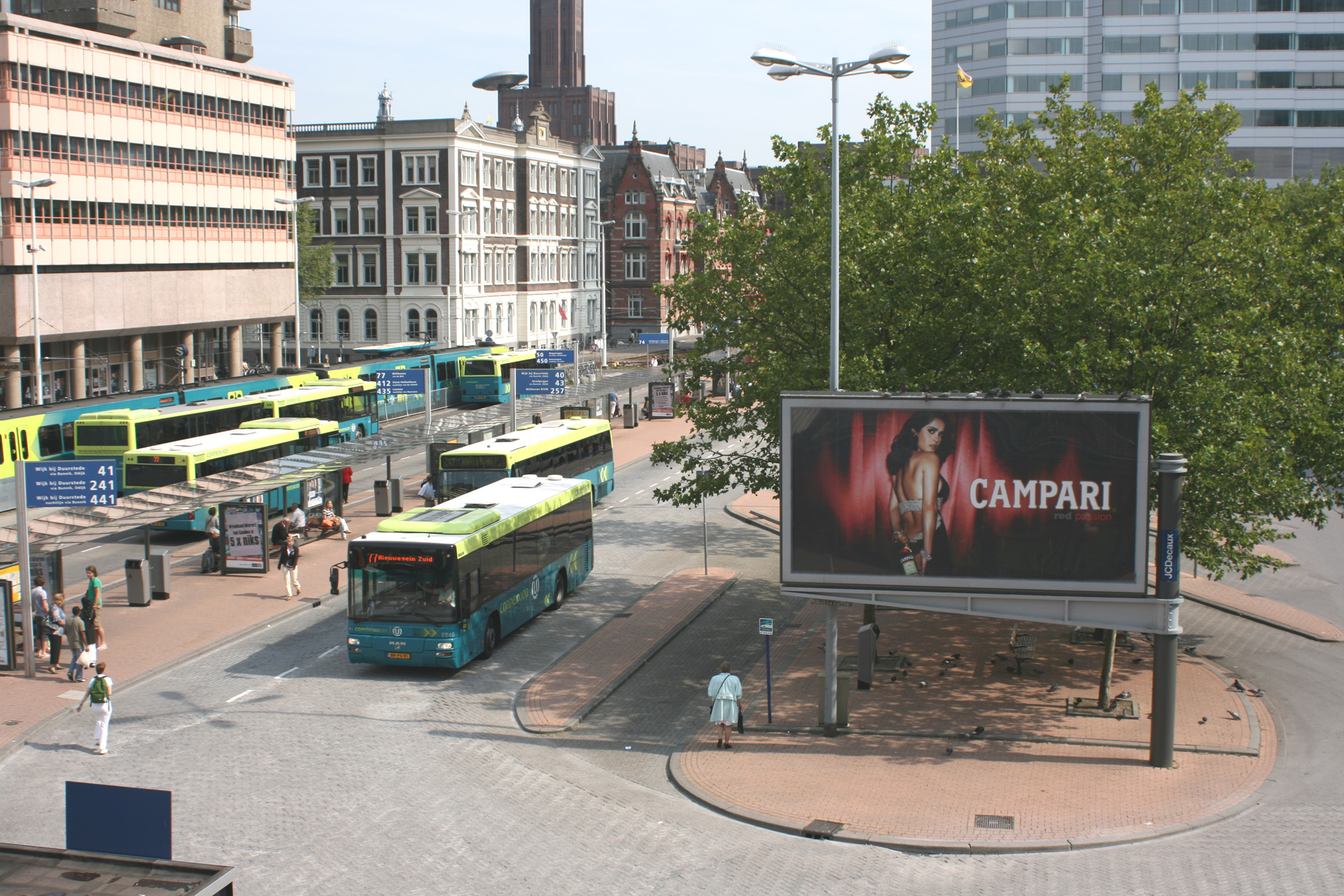
Busstation Utrecht Centraal Centrumzijde in 2007

De eerste paal voor Het Platform en het geïntegreerde bus-tramstation werd geslagen op 15 November 2016 door de Utrechtse wethouder stationsgebied Victor Everhardt. De aannemer was BAM Bouw en Techniek, de ontwikkelaar was ABC Planontwikkeling. Het gebouw werd eind 2020 in gebruik genomen samen met de onderliggende bus-tramterminal

Architectenbureau Venhoeven CS ontwierp ook het nog te bouwen Podium 26 in Arnhem, eveneens een project dat valt binnen het MicroCity-concept. Ook dit gebouw zal naast een verkeersknooppunt gebouwd worden. 
Cooltoren (Rotterdam) · Delftse Poort (Rotterdam) · FIRST (Rotterdam) · Hoftoren (Den Haag) · JuBi-gebouw (Den Haag) · De Kroon (Den Haag) · Maastoren (Rotterdam) · Millenniumtoren (Rotterdam) · Mondriaantoren (Amsterdam) · Montevideo (Rotterdam) · New Babylon (Den Haag)  · New Orleans (Rotterdam) · The Red Apple (Rotterdam) · Rembrandttoren (Amsterdam) · De Rotterdam (Rotterdam) · Het Strijkijzer (Den Haag) · Westpoint (Tilburg) · World Port Center (Rotterdam) · De Zalmhaven (Rotterdam)
Achmeatoren (Leeuwarden) · Alphatoren (Enschede) · Carlton (Almere) · Erasmusgebouw (Nijmegen) · Europees Octrooibureau (Rijswijk) · EWI-gebouw (Delft) · Hondsrugtoren (Emmen) · Innovatoren (Venlo) · Kempkensberg (Groningen) · Niko (Eindhoven) · Provinciehuis ('s-Hertogenbosch) · Rabobank (Utrecht) · Sardijntoren (Vlissingen) · IJsseltoren (Zwolle)